# Enhanced Audio Codec
Der Enhanced Audio Codec ist ein proprietärer verlustbehafteter Audio-Codec des Unternehmens Coding Technologies.
Die Version 2.0 basiert auf der Technik der Spectral Band Replication (SBR) und unterstützt Mono-, Stereo- und 5.1-Raumklang.
Sie stellt den Audiocodec dar, der auf dem chinesischen Gegenentwurf zur DVD-Video, der Enhanced Versatile Disc zum Einsatz kommt.